# Премія «Золота сепулька»
«Золота сепулька» (пол. Złota Sepulka) — друга польська літературна премія з фантастики, заснована Польською асоціацією любителів фантастики (PSMF) в 1983 році. Проіснувала по 1985 рік, після чого її замінила Меморіальна премія імені Януша Зайделя, котрий був її першим лауреатом.
Названа на честь сепульок — невідомих об'єктів з творів польського фантаста Станіслава Лема.
Вручалася в номінаціях: книга польського автора, книга зарубіжного автора, оповідання польського автора, оповідання зарубіжного автора, серія, дебют і популяризатор фантастичної літератури. Премію давали за твори, опубліковані з липня минулого року по липень поточного.

## Лауреати премії

### 1983
- Книга польського автора: «Limes inferior», Януш Анджей Зайдел

### 1984
- Книга польського автора: «Вихід з тіні», Януш Анджей Зайдел
- Книга зарубіжного автора: «Чарівник Земномор'я», Урсула Ле Гуїн
- Оповідання польського автора: «Найнята людина», Марек Баранецькі
- Серія: серія фантастики і жахів видавництва «Wydawnictwo Literackie»
- Дебют: Марек Баранецькі
- Популяризатор фантастичної літератури: редакція місячника «Fantastyka»

### 1985
- Книга зарубіжного автора: «Хризаліди», Джон Віндем
- Оповідання польського автора: «Wyznanie Bepsossa Króla», Єжи Грундковські
- Серія: серія повістей місячника «Fantastyka»
- Дебют: Пйотр Лукашевські (за графіку)
- Популяризатор фантастичної літератури: редакція місячника «Literatura Radziecka»[3]